# Ry Armstrong
Ry Armstrong es un actor, músico, productor y empresario estadounidense.  Se le conoce por sus apariciones en las películas Uncut Gems y The Curious Incident of Everett Wilder, y la serie de televisión The Plot Against America, y The Gilded Age, donde recibió crédito como coprotagonista. En consonancia con su participación en el activismo ambiental, Armstrong se aventuró en la política. Se postuló a la candidatura para el Distrito 3 del Concejo Municipal de Seattle.

## Primeros años
Armstrong, quien nació como Ryan Anderson, nació en Seattle, Washington y creció en Kenmore. Comenzó su viaje musical a la edad de seis años como miembro de los Coros del Noroeste. Progresó al coro, realizó giras nacionales e incluso actuó con la Sinfónica de Seattle. Armstrong recibió educación temprana en Inglemoor High School, donde participó en el Rising Star Project en 5th Avenue Theatre durante sus años de escuela secundaria.
Armstrong continuó sus actividades académicas en la Universidad Central de Washington, donde se graduó con una licenciatura en Bellas Artes en teatro musical en 2016. Mientras estuvo allí, Armstrong se desempeñó como presidente de los Estudiantes Asociados de la Universidad Central de Washington durante un año. Armstrong se identifica como genderqueer. Estuvo brevemente en la ciudad de Nueva York y regresó a Seattle, Washington.

## Carrera

### Música y actuación
Armstrong contribuyó con su voz al álbum The Shoe Bird, que recibió una nominación al premio Grammy.
Después de sus estudios universitarios, Armstrong se convirtió en miembro de Actors Equity, un sindicato que representa a actores y directores de escena en la industria del teatro. Ha realizado giras por los Estados Unidos con TheatreWorks, actuando en varias producciones regionales en estados como Florida, Kansas, Míchigan y Vermont.
En 2017, Armstrong lanzó Crossroads, un álbum que presenta música de espectáculos de Broadway reimaginada. Las ganancias del álbum se donaron a tres causas elegidas por Armstrong: el Proyecto Rising Stars de 5th Avenue Theatre, los Coros del Noroeste y Broadway Cares/Equity Fights AIDS.
En 2019, Armstrong protagonizó Spirit of the Yule, una adaptación de A Christmas Carol de Charles Dickens producida por Denise Winter y Linda Dowdell y exhibida en The Key City Public Theatre en Port Townsend, Washington.
En 2021, la compañía de Armstrong, RYCO Theatricals, dirigió una campaña para reclamar el título del récord mundial Guinness por el álbum de video en línea más grande de personas cantando la misma canción. El proyecto pretendía reunir a 5.000 artistas cantando From Now On de The Greatest Showman, con el permiso de Benj Pasek, Justin Paul y Disney.
En octubre de 2022, Armstrong produjo y protagonizó Neglect, una obra que se mostró en el Teatro Latea como parte de Fall/Winterfest presentada Off-Off-Broadway con el Festival de Teatro de Nueva York. La obra exploró temas de supervivencia, amor y encontrar alegría en circunstancias difíciles y tuvo tres funciones en el teatro.

### Negocios
Armstrong fundó RYCO Theatricals, una productora formada en 2013, donde actualmente forma parte de la Junta Directiva. También se desempeña como CEO de Indie Chameleon Inc., un sello discográfico.

### Política
Para las Elecciones del Concejo Municipal de 2023, Armstrong se postuló como candidato para el Distrito 3 de Seattle. Su objetivo es convertirse en la primera persona abiertamente no binaria en el Ayuntamiento de Seattle. La plataforma de Armstrong incluía abogar por el uso de alternativas compostables a los plásticos, implementar un impuesto a las corporaciones por sus emisiones de carbono, obligar a la ciudad a brindar refugio a las personas sin hogar y explorar la posibilidad de utilizar un acorazado retirado como vivienda.

## Discografía

### Álbumes
- Crossroads (2017)[6]

## Filmografía
- Diamantes en bruto (2019)
- The Curious Incident of Everett Wilder (2020)
- The Plot Against America (2020)
- The Gilded Age (2022)